# Grammy Award for Best Banda Album
Der Grammy Award for Best Banda Album, auf Deutsch „Grammy-Auszeichnung für das beste Banda-Album“, ist ein Musikpreis, der von 2007 bis 2011 von der Recording Academy in Los Angeles verliehen wurde.

## Geschichte und Hintergrund
Die seit 1959 verliehenen Grammy Awards werden jährlich in zahlreichen Kategorien von der Recording Academy in den Vereinigten Staaten vergeben, um künstlerische Leistung, technische Kompetenz und hervorragende Gesamtleistung ohne Rücksicht auf die Album-Verkäufe oder Chart-Position zu würdigen. Eine dieser Kategorien ist der Grammy Award for Best Banda Album.
Der Preis wurde erstmals 2007 an Joan Sebastian in 2007 für das Album Más Allá del Sol verliehen. Sebastian ist auch der einzige Künstler, der die Auszeichnung mehrfach erhalten hat.
Im Jahr 2012 wurde die Auszeichnung aufgrund einer umfassenden Überarbeitung der Grammy-Kategorien eingestellt. Die Kategorie Best Banda Album wurde mit der Kategorie Best Norteño Album kombiniert, um die neue Kategorie Best Banda or Norteño Album zu bilden.

## Gewinner und Nominierte
| Jahr | Künstler                       | Nationalität | Album            | Nominierte | Bild des/der Gewinner(s) |
| ---- | ------------------------------ | ------------ | ---------------- | --- | ------------------------ |
| 2007 | Joan Sebastian                 | Mexiko       | Más allá del sol | - 20 vil heridas von Banda Machos - Mas fuerte que nunca von Banda El Recodo de Cruz Lizárraga - Amor gitano von Cuisillos - A mucha honra von Ezequiel Peña                                           |                          |
| 2008 | El Chapo de Sinaloa            | Mexiko       | Te va a gustar   | - Los mejores corridos von El Potro De Sinaloa - Lobo domesticado von Valentín Elizalde - Conquistando corazones von K-Paz de la Sierra - Entre copas y botellas von Lupillo Rivera                    |                          |
| 2009 | Joan Sebastian                 | Mexiko       | No es de madera  | - Tu inspiracion von Alacranes Musical - Que bonito ... ¡Es lo bonito! von Banda El Recodo de Cruz Lizárraga - Vive y dejame vivir von Cuisillos - Tiro de gracia von Lupillo Rivera                   |                          |
| 2010 | Lupillo Rivera                 | Mexiko       | Tu esclavo y amo | - Se nos murio el amor von El Güero y su Banda Centenario - Mas adelante von La Arrollador Banda el Limón de Rene Camacho - Derecho de antiguedad von La Original Banda el Limón de Dalvador Lizárraga |                          |
| 2011 | El Güero y Su Banda Centenario | Mexiko       | Enamórate de mí  | - Ando bien pedo von Banda los Recoditos - Caricias compradas… von Cuisillos - Con la fuerza del corrido von El Chapo - Todo depende de ti von La Arrolladora Banda El Limon                           |                          |